# Super Junior-M
Super Junior-M hay còn được gọi tắt là SJ-M, là một nhóm nhạc chuyên hát Tiếng Quan Thoại. Được thành lập tại Seoul, Hàn Quốc vào năm 2008, nhóm nhạc này là nhóm nhạc quốc tế đầu tiên ra mắt trong ngành công nghiệp âm nhạc Trung Quốc mà thành viên bao gồm cả quốc tịch Trung Quốc và Hàn Quốc và là nhóm nhạc đầu tiên được sản xuất bởi tổ chức CT (Culture Technology) của Hàn Quốc, được tung ra với chiến lược nội địa hóa toàn diện. Website chính thức là superjunior-m.smtown.com. Super Junior-M là phân nhóm thứ 3 và cũng là phân nhóm thành công nhất của nhóm nhạc Hàn Quốc Super Junior. Super Junior-M ban đầu bao gồm các thành viên: Han Geng (trưởng nhóm), Donghae, Siwon, Ryeowook, Kyuhyun và hai thành viên không thuộc Super Junior là Henry và Zhou Mi. Vào tháng 12 năm 2009, Han Geng đã đâm đơn kiện công ty quản lý của mình là SM Entertainment và phân nhóm đã phải tạm thời ngưng hoạt động. Hangeng sau đó đã được thay thế bởi các thành viên Super Junior khác là Sungmin và Eunhyuk đồng thời với việc phát hành mini album thứ hai của phân nhóm này là Perfection vào tháng 2 năm 2011.

## Bên lề

### Tên cũ
Trước khi tên chính thức của phân nhóm được đưa ra thì họ đã có cái tên là Super Junior-China. Vào ngày 3 tháng 4 năm 2008, SM Entertainmnet thông báo tên chính thức của phân nhóm sẽ là Super Junior-M với M là viết tắt của Madarin hay Tiếng Quan Thoại. Chữ "M" cũng có thể hiểu theo những cách khác, ví dụ như viết tắt của tên album ra mắt của họ là Me, hoặc từ chữ "mi" (tiếng Trung: 迷) là phiên âm tiếng Trung với ý nghĩa là "Đẹp" ("mĩ") hoặc "người hâm mộ", những cách hiểu sau là xuất phát từ mong muốn được trở nên gần gũi với fan hơn của các thành viên.

## Lịch sử

### 2007: Sự thành lập và cuộc tranh luận "Only 13"
Vào tháng 10 năm 2007, SM Entertainment đưa ra thông báo chính thức về một phân nhóm mới của Super Junior sẽ ra mắt ở Trung Quốc vào năm 2008. Một thành viên từ Super Junior là Han Geng cùng thành viên mới Henry Lau - người đã có màn trình diễn violin trong ca khúc Don't Don của Super Junior, đã được công bố là hai thành viên đầu tiên của phân nhóm. Fanclub chính thức của Super Junior, E.L.F, đã cùng nhau ký một lá đơn kiến nghị trực tuyến và tổ chức một cuộc biểu tình để bày tỏ sự bất mãn và chống đối của họ khi công ty thêm thành viên thứ mười bốn vào nhóm. Nhiều fan đã tẩy chay sản phẩm của Super Junior và cùng nhau biểu tình trong im lặng suốt 3 ngày trước trụ sở chính của SM Entertainment ở Seoul, cùng mang những slogan với ý nghĩa "Only 13".
Hơn 1000 fan đã có mặt trước trụ sở SM Entertainment trong buổi biểu tình thứ ba của E.L.F vào ngày 3 tháng 11 năm 2007. Thay vì biểu tình trong im lặng, các fan đã hát rất nhiều bài hát của Super Junior và cùng hô "mười ba" (Tiếng Hàn: 열세명). Các fan cũng đã cùng góp tiền và mua 58,206 cổ phiếu của SM Entertainment, nắm giữ 0,3% tổng số cổ phần với mục đích có được tiếng nói trong công ty. Họ đưa ra một tuyên bố thông qua các phương tiện truyền thông rằng sẽ làm tất cả để ngăn chặn SM Entertainment thêm thành viên mới và giữ vững con số 13 của Super Junior. SM Entertainment mãi sau đó mới thông báo rằng họ sẽ không thêm thành viên từ phân nhóm vào nhóm chính.

### 2008–2009: Ra mắt và những thành công về mặt thương mại
Từ ngày 4 đến 7 tháng 4 năm 2008, bảy thành viên của Super Junior-M đã dần dần được hé lộ thông qua một chuỗi các đoạn teaser. Thành viên đầu tiên, Han Geng, được tiết lộ vào ngày 4 tháng 4, sẽ là nhóm trưởng của phân nhóm này. Ngày 5 tháng 4, hai thành viên tiếp theo lộ mặt chính là Siwon và Donghae. Ngày 6 tháng 4, SM tiết lộ thành viên thứ 4 là Kyuhyun, và ngay sau đó là thành viên thứ 5 Henry. Hai thành viên cuối cùng được công bố vào ngày 7 tháng 4 là Ryeowook và thành viên mới Zhoumi. Một đoạn phim giới thiệu về cả bảy thành viên đã được tung ra vào ngày ra mắt của phân nhóm, 8 tháng 4. Clip giới thiệu này đã lập tức thu hút được khoảng 1,4 triệu lượt xem trong vòng chưa đầy 4 ngày.
Super Junior-M ra mắt tại Bắc Kinh vào ngày 8 tháng 4, 2008 trong lễ trao giải Annual Music Chart Awards lần thứ 8 đồng thời với sự ra mắt music video đầu tiên U thông qua trang http://www.sohu.com. Họ đã phát hành album đầu tay Me tại một vài tỉnh của Trung Quốc bắt đầu từ ngày 23 tháng 4 năm 2008. Một phiên bản tiếng Hàn của album với 3 bài hát tiếng Hàn thêm vào được tung ra tại Hàn Quốc vào ngày 30 tháng 4 năm 2008. Phiên bản khác của album cũng đã được tung ra tại Hong Kong, Singapore và Đài Loan vào ngày 2 tháng 5 năm 2008. Dù hầu hết các bài trong album là được chuyển thể từ những bài hát thành công của Super Junior sang tiếng Quan Thoại nhưng phản ứng dành cho phân nhóm cũng vẫn là khá tích cực. Một ca sĩ thuộc dòng Cantopop của Hong Kong, Hins Cheung (Trương Kính Hiên), đã có những đánh giá khá tốt đẹp về album, anh nói rằng album mang những ca khúc "đẳng cấp quốc tế" và nhóm nhạc này thực sự "rất có tài năng trong ca hát"".
Một tháng sau khi ra mắt, Super Junior-M đã giành được chiến thắng đầu tiên của mình với giải Asia's Most Popular New Group (Nhóm nhạc mới nổi bật nhất châu Á) tại lễ trao giải thường niên Music King Awards lần thứ 5 tổ chức tại Ma Cao vào ngày 25 tháng 5. Tính cho đến cuối năm thì họ còn mang về nhà thêm 3 giải thưởng nữa của năm đó. Vào ngày 27 và 28 tháng 12, Super Junior-M đã tổ chức concert riêng đầu tiên của mình, Super Junior-M Show, tại Hong Kong.
Nối tiếp sự ra mắt vào tháng 4 năm 2008, phân nhóm này cũng đã rất thành công khi tham dự với tư cách khách mời tại nhiều chương trình truyền hình để quảng bá album của mình. Họ xuất hiện trong một tập ở mùa thứ hai của chương trình tạp kĩ được hợp tác bởi TVB và HunanTV có tên Strictly Come Dancing, và đã khiến rating của chương trình này tăng đến 5.01%, trở thành show đứng thứ 3 trong số những show được xem nhiều nhất tại Trung Quốc từ xưa đến nay. Super Junior-M còn xuất hiện trong talk show Behind Story (Tiếng Trung: 背後的故事) khiến rating của chương trình này cũng tăng cao. Show này đã đạt đến tỉ suất người xem cao nhất trong suốt quá trình tồn tại của mình với 4.05%. Chia ra xuất hiện trong nhiều tập của gameshow Bravely Going Forward (Tiếng Trung: 勇往直前) vào đầu tháng 8, các thành viên đã đối đầu với thử thách đầu tiên của mình và cũng khiến rating của show này đạt mức cao kỉ lục vào thời điểm đó. Tháng 8, Hangeng cũng được lựa chọn tham gia đóng vai chính trong bộ phim truyền hình Stage of Youth (Vũ đài tuổi trẻ), một bộ phim để chào mừng thế vận hội Olympic Bắc Kinh 2008. Hangeng đóng vai Hạ Lỗi, một thanh niên có khát khao cháy bỏng được trở thành một vũ công nổi tiếng. Các thành viên Super Junior-M khác cũng đã xuất hiện với tư cách khách mời trong tập cuối cùng của bộ phim.
Vào tháng 9 năm 2009, Super Junior-M đã ra mắt mini album đầu tiên có tên "Super Girl". Album này đã giúp họ được đề cử cho Best Vocal Group (Nhóm có giọng hát xuất sắc nhất) tại lễ trao giải Golden Melody Awards lần thứ 21. Bài hát chủ đề của album là Super Girl đã trở thành bài hát thành công nhất của họ và đã giành được nhiều giải thưởng cả về bài hát lẫn màn biểu diễn.

### 2010 đến nay: Vụ kiện của Hangeng và những thay đổi
Vào tháng 12 năm 2009, Hangeng nộp đơn kiện công ty quản lý SM Entertainment với lý do bản hợp đồng không công bằng, quá hà khắc và đi ngược lại một số quyền lợi của anh ấy. Super Junior-M ngay sau đó đã lập tức hủy bỏ mọi hoạt động tại Trung Quốc và Đài Loan để quay trở lại Hàn Quốc và chuẩn bị cho album thứ tư của Super Junior Bonamana. Còn Hangeng thì ở lại Trung Quốc và ký hợp đồng với một công ty quản lý mới, phát hành album solo đầu tiên Geng Xin vào tháng 7 năm 2010. Như vậy, gần như là năm 2010 thì Super Junior-M không hề có hoạt động gì nhưng họ vẫn giành được nhiều giải cho bài hát Super Girl tại lễ trao giải China's 2010 Music Radio TOP Awards, trong đó có Most Popular Group (Nhóm nhạc nổi tiếng nhất), Golden Melody Award (Top 15) và Best Composition (Bài hát xuất sắc nhất).
Tháng 12, 2010, tòa án tối cao Seoul thông báo Hangeng đã giành phần thắng trong vụ kiện. Tuy nhiên, SM Entertainment lại nộp đơn kháng cáo ngay sau đó, không đồng ý với quyết định này của Tòa. Tháng 9, 2011, Hangeng và SM Entertainment đã đi đến thỏa thuận cuối cùng về bản hợp đồng, khép lại vụ kiện. Mặc dù Hangeng không tiếp tục hoạt động dưới sự kiểm soát của SM Entertainment nữa, nhưng công ty cũng không đưa ra tuyên bố chính thức nào về vị trí còn bỏ trống của anh trong Super Junior cũng như Super Junior-M.
Vào tháng 2 năm 2011, Super Junior-M chính thức trở lại với hai thành viên mới đến từ Super Junior, Sungmin và Eunhyuk, cùng với sự phát hành mini album thứ hai Perfection. Trong album, đáng chú ý có bài hát Love is sweet do Châu Kiệt Luân sáng tác nhạc và Vincent Fang, nhạc sĩ viết lời bài hát của anh, đảm nhiệm phần lời. Perfection được phát hành ngày 25 tháng 2 tại Đài Loan, và sau đó 2 ngày thì cũng được phát hành tại Hàn Quốc. Album còn được phát hành ở Hong Kong, Singapore và một số khu vực khác của Trung Quốc vào ngày 4 tháng 3. Ngay khi vừa ra mắt album đã giành được vị trí thứ 2 trên bảng xếp hạng G-music của Đài Loan và trụ vững trên bảng xếp hạng suốt bốn tuần sau đó. Phiên bản repackaged phát hành ngày 29 tháng 4 cũng giành được vị trí thứ 2 và trụ vững đến 10 tuần trong bảng xếp hạng. Vào tháng 3 năm 2011, Siwon và Donghae bắt đầu tham gia đóng vai chính trong bộ phim thần tượng Đài Loan Skip Beat, được chuyển thể từ bộ truyện tranh cùng tên của Nhật Bản. Bộ phim bắt đầu công chiếu từ ngày 18 tháng 12 trên Formosa TV. Super Junior-M cũng sẽ góp giọng trong bộ phim bằng bài hát mở đầu, "S.O.L.O", riêng Donghae còn tham gia sáng tác và trình bày ca khúc cuối phim, "This is love" (Chinese: 這是愛). Trong khi đó, Super Junior-M cũng ở lại Đài Loan trong 2 tháng để quảng bá Perfection. Nhóm đã giành được một số giải thưởng tại Liên hoan nhạc Pop châu Á HK Asian-Pop Music Festival 2010, bao gồm Best Song Performance và Best Stage. Họ cũng đã giành được giải Most Popular Group tại lễ trao giải thường niên Annual Global Chinese Golden Chart lần thứ nhất, và Best Group tại 2011 Singapore HIT Awards.

## Phong cách âm nhạc
Mục tiêu của Super Junior-M là mở rộng ảnh hưởng của K-pop ở thị trường Trung Quốc bằng cách hát lại các ca khúc nổi bật của Super Junior bằng Tiếng Quan Thoại. Tương tự như phong cách âm nhạc của Super Junior, âm nhạc của Super Junior-M chủ yếu là Pop, Dance, R&B. Các ca khúc thường là Pop dance pha với Rock và Hip hop dễ nghe, ví dụ như trong bài Me, The Moment, với tiếng guitar và âm bass.
Trong album ra mắt Me và mini album đầu tiên Super Girl thì phần rap được thể hiện rất ít, không nhiều như của nhóm chính Super Junior, chỉ có trong một số bài như The Moment, Don't Don và A man in love. Cho đến mini album thứ hai Perfection thì mới có một phần rap bằng tiếng Anh trong bài hát chủ đề Perfection với sự thể hiện của thành viên mới Eunhyuk và anh chàng đa tài Henry, và một đoạn rap nữa trong bài Love is sweet.

## Quảng cáo
Năm 2008, Super Junior-M và ca sĩ Đài Loan La Chí Tường là đại diện cho nhãn hiệu quần áo Semir của Trung Quốc, thay thế cho Nicholas Tse và nhóm Twins. Nhãn hiệu này đòi hỏi những thanh niên trẻ tuổi, sáng sủa và nhiều đam mê, do đó Super Junior-M hoàn toàn phù hợp với hình tượng này. Năm 2009, phân nhóm còn tham gia quảng cáo cho Pepsi và OPPO Mobile.

## Đĩa nhạc
| - Me (2008) | - Super Girl (2009) - Perfection (2011) |

## Giải thưởng
| Năm                                           | Giải         | Đề cử                                 | Hạng mục | Kết quả |
| --------------------------------------------- | ------------ | ------------------------------------- | -------- | ------- |
| 2008                                          |              |                                       |          |         |
| Music King Awards                             | Me           | Most Popular New Group                | Đạt      |         |
| Southeast Music Awards                        | Me           | Mainland's Most Popular Group         | Đạt      |         |
| CCTV-MTV Music Awards                         | Me           | Best Singing Group of the Year        | Đạt      |         |
| Starlight Grand Ceremony                      | Me           | Best New Music Group                  | Đạt      |         |
| 2009                                          |              |                                       |          |         |
| 2009 China Digital Music Awards               | Super Girl   | Most Downloaded Overseas Singer       | Đạt      |         |
| China's Wireless Music Migu Exchange Ceremony | Super Girl   | Best Overseas Singer                  | Đạt      |         |
| 2010                                          |              |                                       |          |         |
| MusicRadio TOP Awards                         | Super Girl   | Mainland's Most Popular Group         | Đạt      |         |
| MusicRadio TOP Awards                         | "Super Girl" | Mainland's Top 15 Golden Melody Award | Đạt      |         |
| MusicRadio TOP Awards                         | "Super Girl" | Mainland's Best Composition           | Đạt      |         |
| Golden Melody Awards                          | Super Girl   | Best Vocal Group                      | Đề cử    |         |
| 2011                                          |              |                                       |          |         |
| HK Asian Pop Music Festival                   | Perfection   | Super New Star Award                  | Đạt      |         |
| HK Asian Pop Music Festival                   | "Perfection" | Best Song Performance                 | Đạt      |         |
| HK Asian Pop Music Festival                   | "Perfection" | Best Stage Performance                | Đạt      |         |
| Global Chinese Golden Chart                   | Perfection   | Most Popular Group                    | Đạt      |         |
| Singapore HIT Awards                          | Perfection   | Best Group                            | Đạt      |         |